# Máy tính tôpô lượng tử
Máy tính lượng tử là hệ thống có thể thực thi vô số phép tính phức tạp cùng một lúc mà một máy tính thông thường có thể phải mất hàng triệu năm mới xong. Cho đến nay, máy tính lượng tử vẫn chỉ trên giấy tờ và nhiều nhà khoa học nghi ngờ họ có thể tìm ra cách biến nó thành sự thật.

## Lịch sử vấn đề
Máy tính lượng tử bắt đầu từ một ý tưởng giản đơn xuất hiện vào những năm 1980 do Richard Feynman, một nhà vật lý học, khởi xướng. Theo Julia Kempe: "Feynman giải thích rằng, máy tính lượng tử có khả năng tính toán các thuộc tính của hạt lượng tử, như electron, nhanh hơn rất nhiều so với máy tính truyền thống. Mỗi electron có thể được mã hoá trong một qubit, trong khi phải cần đến một số lượng lớn các bit truyền thống để mã hoá nhiều trạng thái khác nhau trong cùng một thời điểm. Nhưng đây vẫn chỉ là trên ý tưởng".
Vào năm 1985, David Deutsh đã chứng minh được rằng nếu hai trạng thái của hệ thống có thể cùng được thực hiện bằng tổ hợp những toán tử đơn giản, và bất kì sự phát triển nào cũng có thể được tạo ra để mô phỏng một hệ thống vật lý bất kỳ, và nơi mà các toán tử này đến thì được gọi là cổng lượng tử và giống như là một hàm số tương tự như hệ nhị phân trong máy tính thông thường.
Vào năm 1994, Peter Shor đã đưa ra thuật toán Shork, đây là một phương pháp sử dụng sự chồng chất của các qubit để phân tích một số ra các thừa số nguyên.
Vào năm 1995 viện National Institute of Standards và Technology và the California Institute of Technology đã cùng nghiên cứu về vấn đề che chắn một hệ lượng tử dưới tác động của môi trường. 
Từ năm 1996 tới nay một nhóm nghiên cứu bao gồm Đại học California tại Berkeley, MIT, Đại học Harvard và các nhà nghiên cứu của IBM đã theo đuổi một kỹ thuật tương tự, nhưng bằng cách sử dụng cộng hưởng từ hạt nhân (NMR), đây là một công nghệ mà dường như mọi thao tác thông tin đều được thực hiện trong chất lỏng. 
Vào năm 1998, dựa vào ý tưởng năm 1993 về tính khả thi trong việc truyển tải lớn của qubit được đề bởi một nhóm các nhà nghiên cứu mà kết luận của họ dựa trên một định lý của cơ học lượng tử gọi là hiệu ứng Einstein-Podolsky-Rosen, định lý này mô tả làm thế nào để hai hạt có thể tiếp xúc với nhau để trở nên bị "vướng".

## Các kết quả chính

### Nguyên lý làm việc của máy tính lượng tử tôpô

#### Nguyên nhân sử dụng sự tết bím trong máy tính lượng tử
Việc chế tạo những máy tính lượng tử gặp rất nhiều khó khăn. Việc chế tạo máy tính lượng tử đều nhằm vào mục tiêu giảm thiểu các hệ quả gây nên bởi tương tác của qubit với môi trường.
Như chúng ta biết, các tính chất tôpô không thay đổi khi hệ bị làm biến dạng bởi các tác động như bóp méo, kéo, xoắn... miễn là không cắt, không nối, không chọc thủng.
Tương tự như vậy, ta có thể thay đổi trạng thái tôpô của hệ quỹ đạo các hạt bởi những phép tương tự như cắt, nối... Song sự tương tác của môi trường không có những tác động mạnh mẽ như thế, nói cách khác là không đủ mạnh để làm thay đổi trạng thái Tôpô của hệ quỹ đạo các anyon. Đây là điểm mấu chốt để giảm thiểu tương tác giữa các anyon với môi trường vĩ mô của máy tính nhờ đó giảm thiểu sai số tính toán.
Do đó để xây dựng hệ tôpô, người ta đã xây dựng tính tết những quỹ đạo của các hạt tạo thành bím và tính toán trên đó để đảm bảo trạng thái lượng tử không dễ bị phá vỡ.

#### Nguyên lý làm việc
Trong máy tính lượng tử, đầu tiên người ta sẽ tạo ra cặp anyon và đưa chúng lên quỹ đạo. Quỹ đạo của mỗi anyon tạo thành một dây và các dây này được tết lại với nhau tạo thành bím theo những thứ tự nhất định và mỗi trật tự thứ tự tết sẽ cho ra những bím khác nhau.
Các phép tính được thể hiện trong quá trình tạo thành bím.
Trạng thái cuối cùng của anyon hàm chứa kết quả tính toán được xác định bởi bím tạo thành chứ không phải bởi những tương tác điện từ.

#### Điều kiện các hạt anyon này phải là phi giao hoán (non-abelian)
Điều này có nghĩa là thứ tự khi ta hoán đổi các anyon trong quá trình tết thành bím là quan trọng, nói cách khác, các phép hoán đổi là giao hoán với nhau (abelian) hay không giao hoán với nhau (non-abelian). Điều kiện phi giao hoán bảo đảm rằng ta phải tết các bím quỹ đạo theo một trình tự nhất định. Các nhà vật lý cho rằng những anyon thu được trong hiệu ứng Hall lượng tử là những anyon phi giáo hoán.

### Qubits (bit-lượng tử)
Một qubit hay bit-lượng tử là một đơn vị thông tin lượng tử, thông tin đó miêu tả một hệ có học lượng tử có hai trạng thái cơ bản, ký hiệu là: {\displaystyle \left|0\right\rangle } và {\displaystyle \left|1\right\rangle }.
- Một trạng thái qubit thuần túy là sự chồng chất lượng tử tuyến tính của hai trạng thái cơ bản trên:{\displaystyle \left|\psi \right\rangle =a\left|0\right\rangle +b\left|1\right\rangle }
Trong đó a và b là hai hằng số tỷ lệ với cường độ của trạng thái tổ hợp ứng với trạng thái cơ bản tương ứng.
-Theo điều kiện chuẩn hóa thì: {\displaystyle \left|a\right|^{2}+\left|b\right|^{2}=1}
Do đó, không gian trạng thái tổ hợp của qubit về phương diện hình học được biểu diễn trên một mặt cầu, gọi là mặt cầu Bloch, đây là một không gian 2 chiều:

Mặt cầu Block

Như vậy về bản chất mỗi điểm trên mặt cầu biểu diễn cho một trạng thái của qubit. Mà mặt cầu thì lại có vô hạn điểm, do đó ta thấy ngay khả năng biểu diễn thông tin lượng tử lên tới vô hạn. Trong khi đó, xét theo mô hình này, bit cổ điển chỉ có thể là một điểm nằm trên cực của mặt cầu này thôi.
Phép đo qubits:
Như vấn đề trên chúng ta không xác định được a và b mà chúng ta chỉ đo qubit với những tính toán cơ bản như sau:
{\displaystyle \left|{\rm {\psi }}\right\rangle {\rm {=a}}\left|{\rm {0}}\right\rangle {\rm {+b}}\left|{\rm {1}}\right\rangle \to 0} với xác suất là {\displaystyle {\left|a\right|^{2}}}
{\displaystyle \left|{\rm {\psi }}\right\rangle {\rm {=a}}\left|{\rm {0}}\right\rangle {\rm {+b}}\left|{\rm {1}}\right\rangle \to 1} với xác suất là {\displaystyle {\left|b\right|^{2}}}
Một khía cạnh quan trọng của phép đo là nó làm thay đổi trạng thái của qubit. Ảnh hưởng của phép đo là cái trạng thái mới chính là kết quả chính xác của phép đo.
Nghĩa là nếu kết quả của phép đo {\displaystyle \left|{\rm {\psi }}\right\rangle {\rm {=a}}\left|{\rm {0}}\right\rangle {\rm {+b}}\left|{\rm {1}}\right\rangle } cho ra kết quả là {\displaystyle \left|{\rm {0}}\right\rangle }, nghĩa là qubit lúc đó ở trạng thái {\displaystyle \left|{\rm {0}}\right\rangle }.
Điều này cũng nói lên được rằng, chúng ta không thể tìm thêm được thôngg tin gì về a, b bằng việc lặp lại phép đo.

### Hạt Anyon
Tính chất hoán đổi vị trí hai hạt trong hệ sẽ dẫn tới hàm sóng của hệ sẽ bị nhân cho {\displaystyle {e^{i\theta }}}.
Nghĩa là: {\displaystyle \psi \to \psi {e^{i\theta }}}+ Trong không gian 3 chiều: Hệ số nhân sẽ là {\displaystyle \pm 1}
{\displaystyle \Rightarrow {e^{i\theta }}=\pm 1}
{\displaystyle \Leftrightarrow \cos \theta +i\sin \theta =\pm 1}
{\displaystyle \Rightarrow \cos \theta =\pm 1\Rightarrow \theta =0\vee \theta =\pi }
Với {\displaystyle \theta =0}: hạt này được gọi là Bosson,
Với {\displaystyle \theta =1}: hạt này được gọi là Fermion,
Với {\displaystyle \theta =2\pi v^{-1}}, với v là véctơ.
Và hạt này được gọi là anyon.
+ Trong không gian 2 chiều:
Tồn tại hạt mà hệ số nhân biến thiên liên tục từ -1 tới 1.
Hạt này được gọi là hạt Anyon.

### Hiệu ứng phân đoạn lượng tử Hall

Hiệu ứng phân đoạn lượng tử Hall

Hầu hết sự biểu diễm nhô lên của tô-pô bất biến là sự lượng tử hóa về chiều ngang hay lực cản Hall.
Lượng tử hóa của Rxy xuất hiện đồng thời ngay sau khi Rxx biến mất.
Trạng thái của lượng tử Hall thì tương đồng cho cả hai chất siêu dẫn và chất cách điện.
Như là chất siêu dẫn, trạng thái của lượng tử Hall có lực cản theo chiều dọc là 0 và nó cho thấy sự phân tản hóa dòng điện hiện tại. Nhưng lực cản Hall lại khác 0 nên tính dẫn điện theo chiều dọc là Gxx được xác định bởi một ma trận điện trở nghịch đảo, ma trận này thì cũng bằng 0, như là một chất cách ly. Như chất siêu dẫn và chất cách ly trạng thái của lượng tử Hall là một đồ thị năng lượng nó kích thích các trạng thái lượng tử chuyển động xung quanh.
Sự lượng tử hóa của lực cản Hall trong trạng thái lượng tử Hall thì là hướng biểu thị của Topo trong tự nhiên. Trong thực tế thì lượng tử hóa Rxy là một bất biến tô-pô, nó phụ thuộc vào hình dạng và kích thước của mẫu, chính điều này đã giải thích tại sao sự lượng tử hóa lại chính xác.
Theo định lý Robert Laughlin cho các trạng thái cơ bản và sự kích động thấp nhất của phân đoạn lượng tử. Trạng thái Hall tại v = {\displaystyle \left({\frac {1}{m}}\right)}, với m lẻ, chúng ta biết rằng dấu hiệu của trạng thái phân đoạn lượng tử Hall là chúng góp phần kích thích phân đoạn điện tích và tăng khả năng thắt bím.

### Tính chất tô-pô bảo vệ qubit tại v =(52){\displaystyle \left({\frac {5}{2}}\right)}plateau

Với cấu trúc được biểu diễn như hình vẽ, mô hình được xác định bằng việc quan sát trạng thái lượng tử Hall tại nhân tố đầy đủ là v = {\displaystyle \left({\frac {5}{2}}\right)} đây là hạt non-abelian, bằng việc biểu diễn tính toán lượng tử đơn giản với tính chất tô-pô để bảo vệ những qubit. Mô hình này bao gồm những thanh lượng tử Hall, cái này được chia ra làm hai cổng "antidot" đặt lần lươt là 1 và 2 (antidot là cực trái dấu của cực lượng tử, đây là một nơi mà các electron ở đó bị loại bỏ đây là kết quả sự tĩnh điện áp dụng tới những cổng điện thế).
Bằng việc điều chỉnh điện áp tới 6 cổng điện thế xung quanh chu vi đó, chúng có thể điều khiển sự điều chỉnh giữa những cạnh đầu và cạnh đáy ở những điểm này.
Ở đây có 3 bước cơ bản để tính toán chúng:
(i) Trình bày phép đo các qubit
(ii) Lật ngược những qubit lại.
(iii) Đo lại những qubit này.
Trong đó:
(i) Thiết bị tạo thành qubit khi ở đây có những giả hạt trên mỗi antidot. Khi mà điện cực thích hợp thì được áp dụng tới cổng tại M và tại N và tại P và tại Q vì vậy sự điều chỉnh có thể xảy ra tại đây với biên độ t1 và t2. Hai quá trình này là các giả hạt sẽ điều chỉnh từ M tới N, và các giả hạt tiếp tục chạy dọc theo cạnh đáy tới P, từ đó được điều chỉnh tới Q và sau đó sẽ di chuyển dọc theo cạnh trên tới N.
(ii) Với một phép đo qubit vào một trong các eigenstates, nhưng mặt khác thì phép đo vẫn để lại nguyên vẹn. Đây là một thí dụ của một phép đo lượng tử không phá hủy.
Lật ngược qubit, chúng ta áp dụng điện cực tới cổng A và B để mà một phản hạt có trị giá {\displaystyle \left({\frac {e}{4}}\right)} điều chỉnh giữa hai cạnh. Nếu v = {\displaystyle \left({\frac {5}{2}}\right)} thì đây là trạng thái tô-pô phi giao hoán, như là mong đợi.
(iii) Đo lại qubit sẽ chỉ ra mối liên hệ về dấu của việc điều chỉnh biên độ nghịch đảo trong trương điện từ, điện thế hóa học, cổng điện áp thì chính xác như nhau. Điều này thì rất hữu ích để có thêm một antidot giữa A và B để đảm bảo như là một cái cổng xoay cái mà chỉ có duy nhất một phản hạt điều chỉnh giữa A và B. Nó điều khiển việc điều chỉnh giữa A và B thì không hoàn hảo, sau đó một số lần của số chẵn các giả hạt sẽ điều chỉnh giữa A và B để đảm bảo không thay đổi trong đường dẫn, nhưng một số lần của một số lẻ các giả hạt cũng sẽ điều chỉnh bởi phép lật ngược trong đường dẫn, điều này thì đủ để xác nhận rằng trạng thái v = {\displaystyle \left({\frac {5}{2}}\right)} là phi giao hoán.